# Vůsí
Vůsí je vesnice, část obce Květov v okrese Písek v Jihočeském kraji. Nachází se asi dva kilometry jihozápadně od Květova. Je zde evidováno 91 adres. V roce 2011 zde trvale žilo 22 obyvatel.
Vůsí je také název katastrálního území o rozloze 3,28 km².
Dva kilometry od vesnice se na břehu orlické přehrady nachází chatová osada Červená II. s původně románským kostelem svatého Bartoloměje z 12. století. Červená je nástupcem stejnojmenné bývalé vesnice, která zanikla na konci 50. let 20. století v souvislosti s výstavbou orlické vodní nádrže.

## Historie
První písemná zmínka o vesnici pochází z roku 1581.
Pod Vůsí nejpozději k roku 1869 administrativně spadala část povltavské vesnice Červená. Tento II. díl s kostelem, farou, školou a hřbitovem se rozkládal na pravém břehu řeky od potoka na Bráníkách po Hrejkovický potok. I. díl v katastrálním území Jetětic, ve kterém se nacházela většina vesnice, pokračoval jižně k Saníku. III. díl ležel na levém břehu a měl vlastní faru i školu v Oslovu. Roku 1930 měla Červená I. díl 29. domů a 127 obyvatel, Červená II. díl 2 domy a 4 obyvatele, Červená III. díl 9 domů a 27 obyvatel. Nástupcem tohoto dílu je dnešní místní část Červená II.
Sbor dobrovolných hasičů byl založen roku 1923. V roce 1930 měla ves 23 popisných čísel a 113 obyvatel.

## Obyvatelstvo
| Rok            | 1869 | 1880 | 1890 | 1900 | 1910 | 1921 | 1930 | 1950 | 1961 | 1970 | 1980 | 1991 | 2001 | 2011 | 2021 |
| -------------- | ---- | ---- | ---- | ---- | ---- | ---- | ---- | ---- | ---- | ---- | ---- | ---- | ---- | ---- | ---- |
| Počet obyvatel | 243  | 180  | 161  | 161  | 167  | 143  | 117  | 81   | 84   | 72   | 49   | 33   | 23   | 22   | 21   |
| Počet domů     | 23   | 26   | 26   | 23   | 23   | 24   | 25   | 28   | 22   | 21   | 17   | 21   | 24   | 26   | 25   |

## Obecní správa
Při sčítání lidu v letech 1850–1962 Vůsí bylo samostatnou obcí v okrese Milevsko. V letech 1963–1976 bylo částí obce Květov v okrese Písek. Od 1. dubna 1976 do 23. listopadu 1990 bylo částí obce Kučeř v okrese Písek. Od 24. listopadu 1990 je opět částí obce Květov v okrese Písek.

## Pamětihodnosti
- Kostel svatého Bartoloměje. Jednolodní kostel z konce 12. století s presbytářem sklenutým křížovou žebrovou klenbou. Při přenesení z původní vesnice Červená nad úroveň zátopové čáry ztratil svůj románský charakter.
- Kaple z roku 1903, nacházející se ve vesnici nad rybníkem, je zasvěcena Panně Marii. Nad vchodem do kaple je nápis: MARIE PANNO ZA NÁŠ LID V NEBESÍCH RAČ SE PŘIMLUVIT.[13]
- Naproti návesní kapli se nachází celokamenný kříž. Jedná se o kříž votivní ( děkovný). [14] Tímto křížem děkovali místní občané za svou záchranu a ochranu svých hospodářství před pruským vojskem. [14] Vročení kříže 1866.[14]
- U příjezdové komunikace do vesnice ve směru od Květova se zhruba v deseti metrové vzdálenosti od sebe nalézají dva drobné, udržované kříže na kamenných podstavcích. Oba dva jsou mezi vzrostlými stromy. Podle pověstí se těmto křížům říká Vlnů a Kofroňů. [14] V kulatém a obdélném štítku každého z křížků je stejný nápis: POCHVÁLEN BUĎ PÁN JEŽÍŠ KRISTUS.
- U návesního rybníka se nachází další kovový kříž na kamenném podstavci. [14]
- U silnice vedoucí směrem k řece se po pravé straně v zatáčce nalézá kovový kříž s korpusem Kristova těla na kamenném podstavci. [14] Tento kříž byl sem nad zátopovou oblast Orlické přehrady přesunutý. [14] Původně býval na křižovatce cest na místní hřbitov. [14] A býval umístěný v místě, které je v současnosti zatopené vodou Orlické přehrady. [14] Kříž určoval místo, odkud byli mrtví vyzdviženi z povozů a na márách odneseni na hřbitov. [14] Nápis na kulatém štítku kříže : POCHVÁLEN BUĎ PÁN JEŽÍŠ KRISTUS

## Pověst
Pověst se vztahuje k Vlnovu kříži na okraji vesnice. V těchto místech se mělo splašit koňské spřežení a zabít kočího.

## Galerie

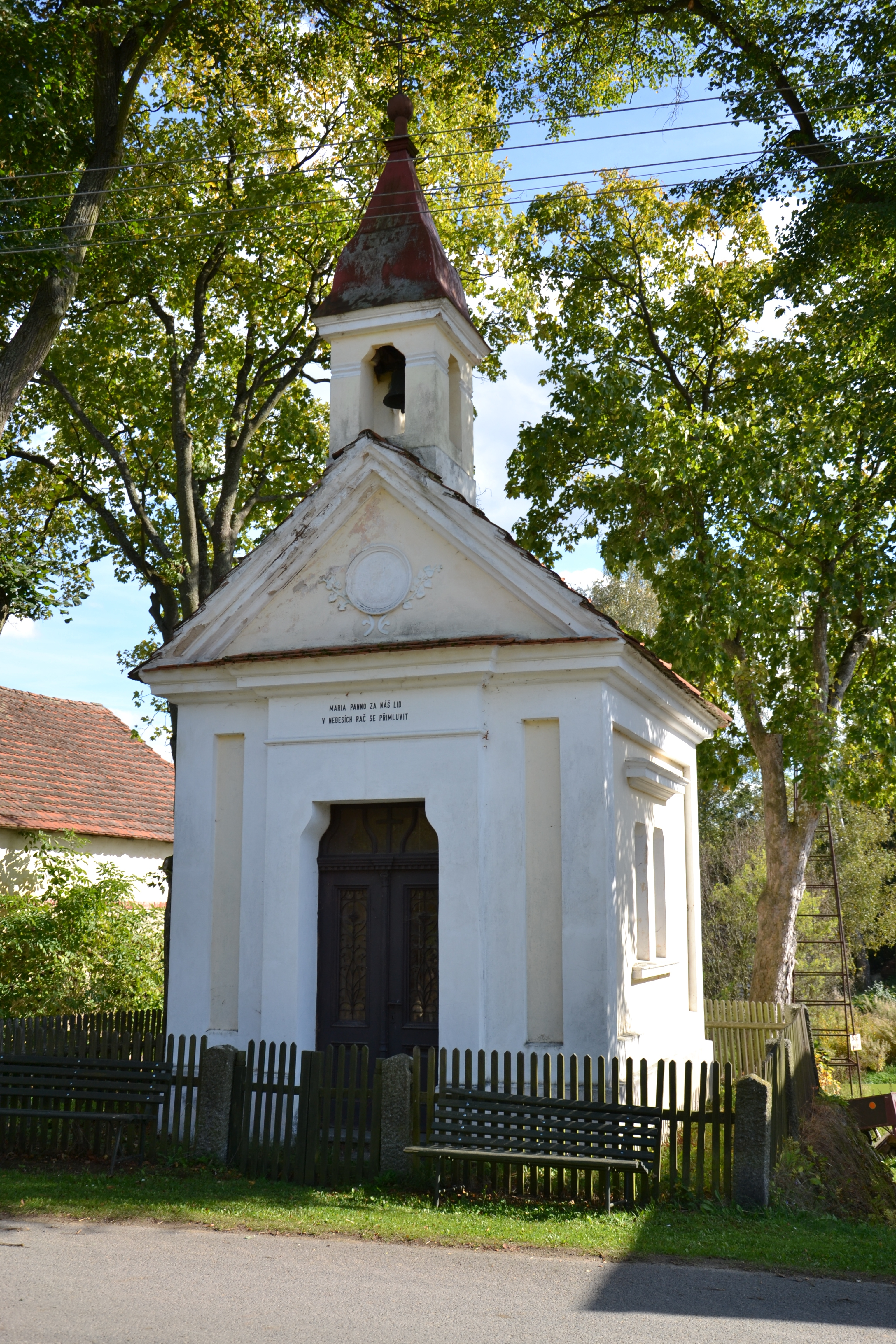
Kaple Panny Marie
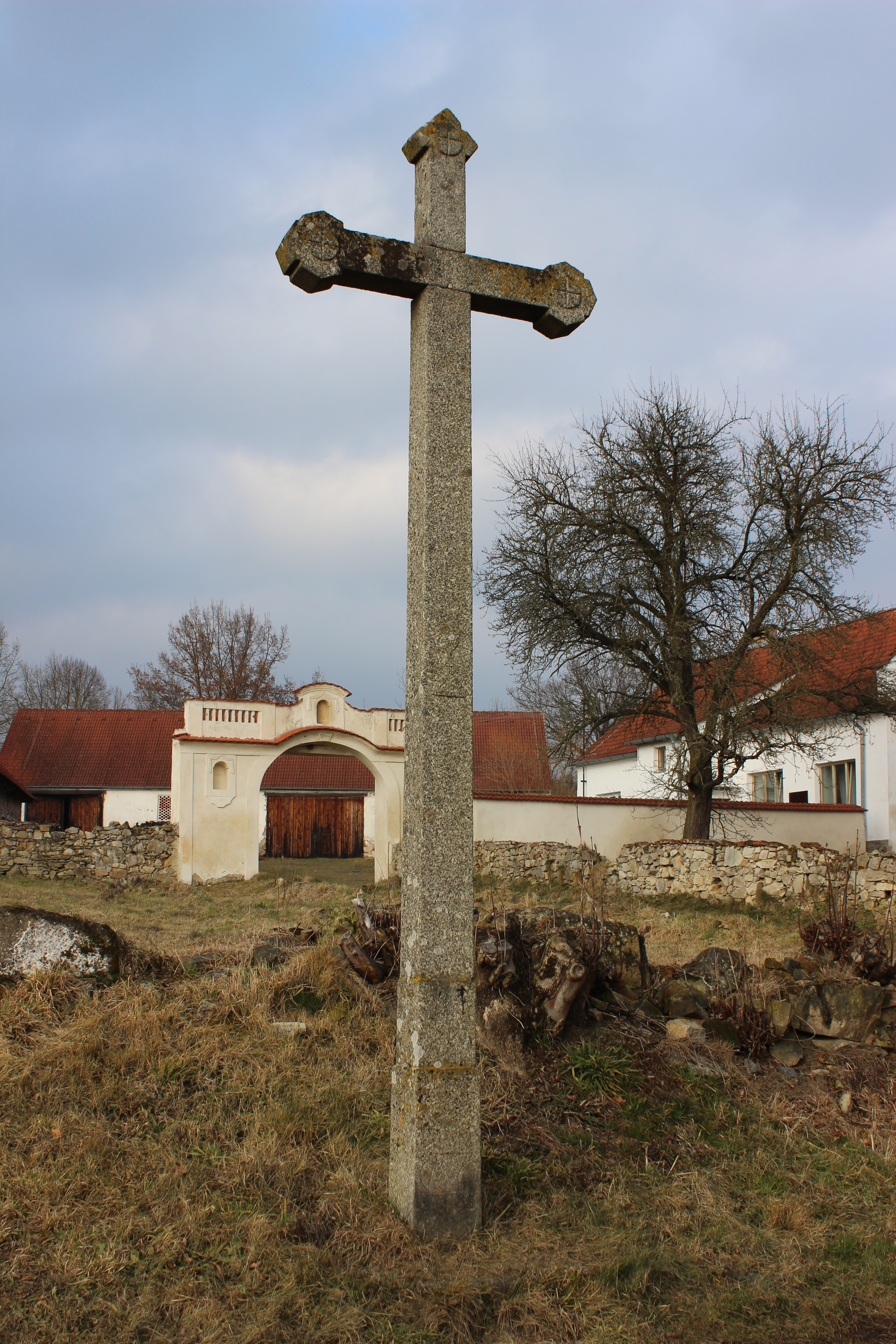
Kříž poblíž kaple
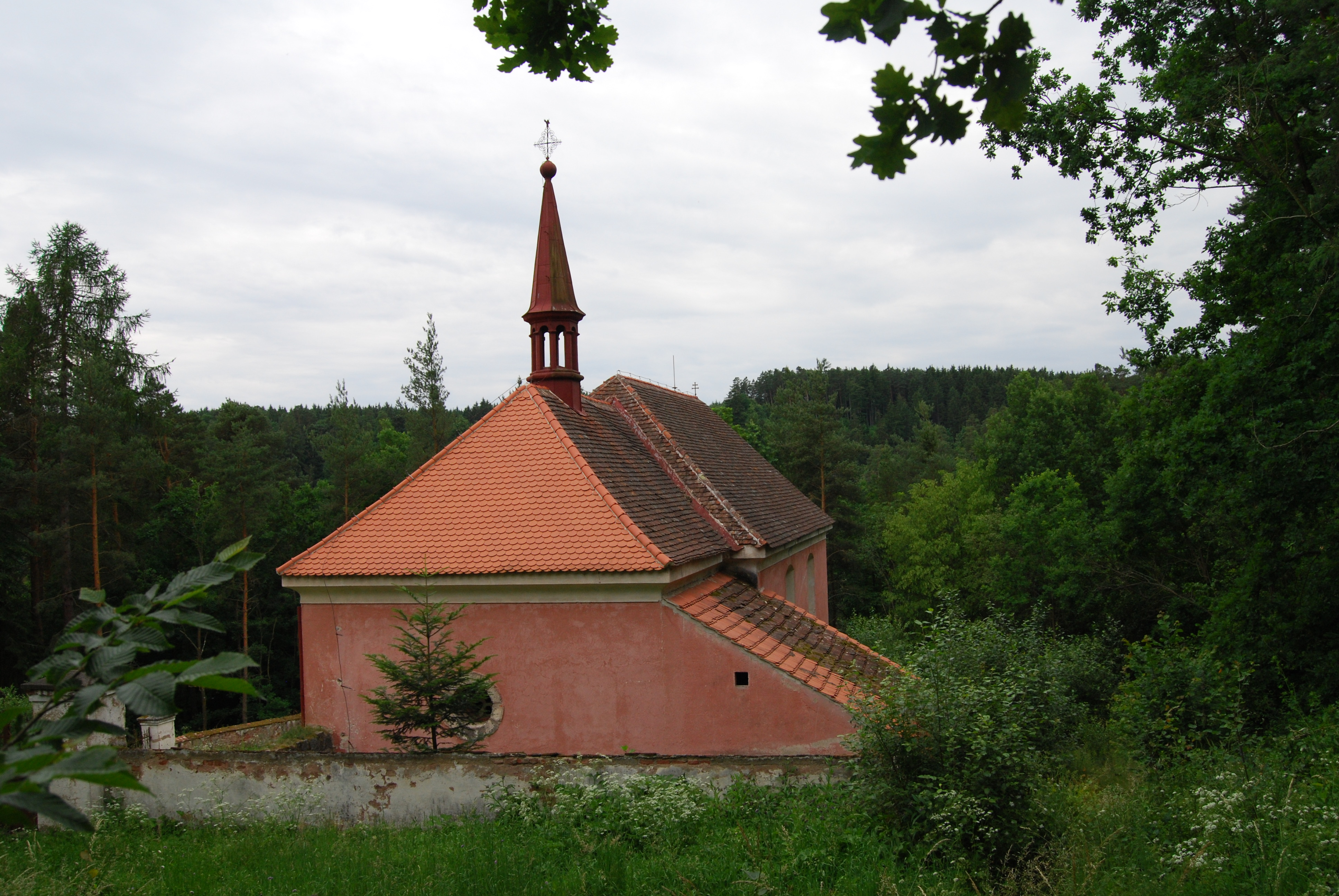
Kostel sv. Bartoloměje
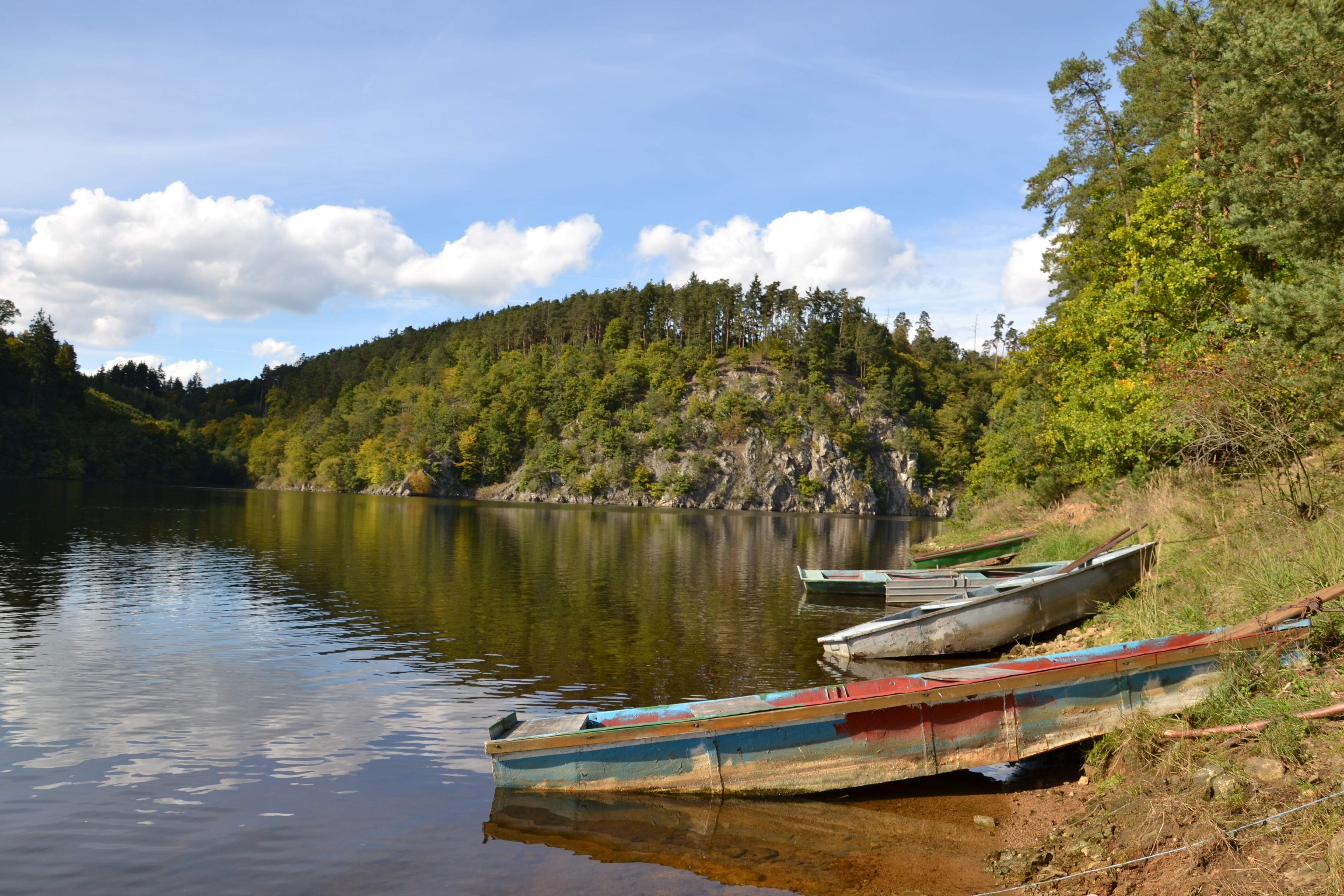
Přehrada Orlík, Vůsí - nad Vltavou
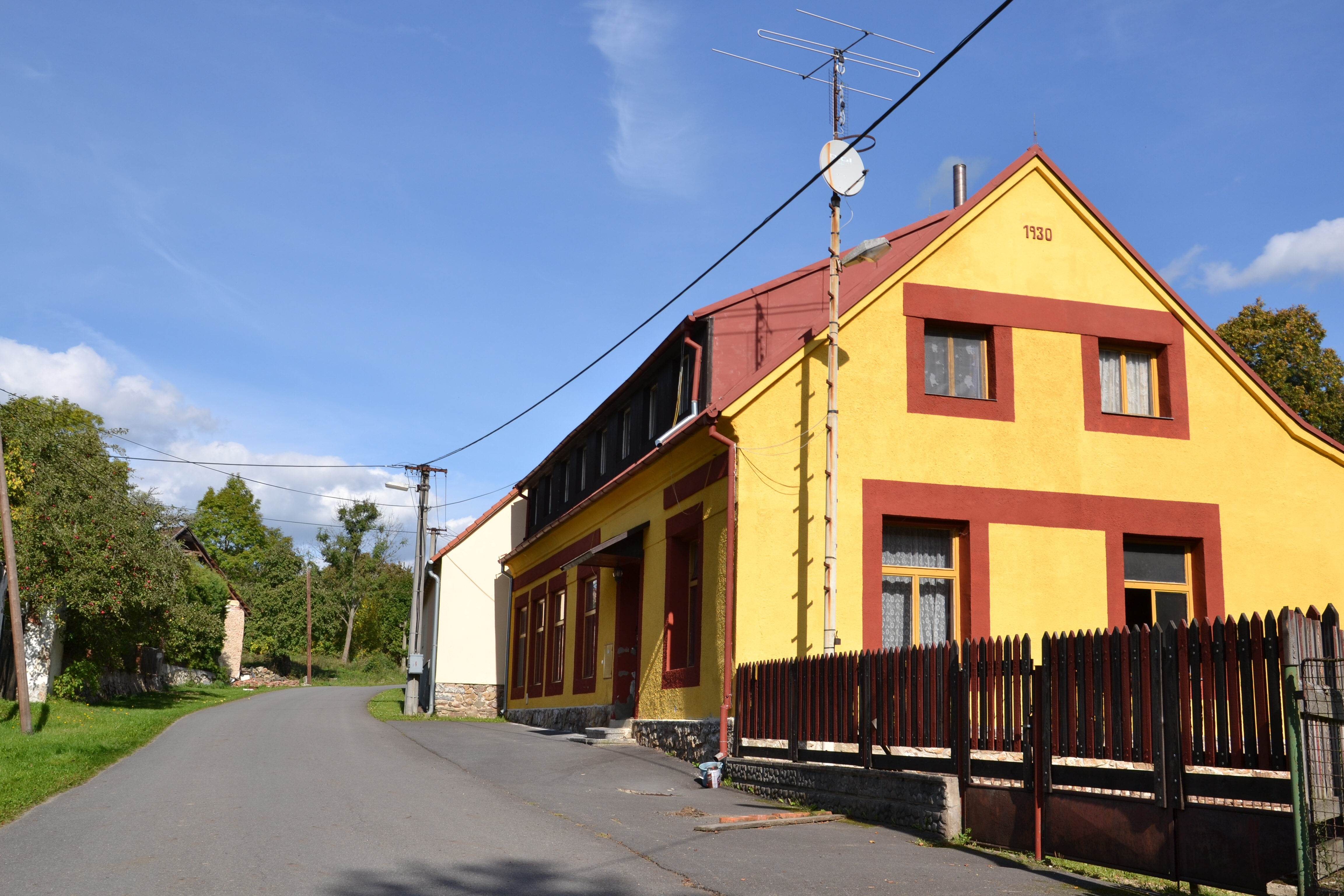
Restaurace